# Zdravka
Zdravka je žensko osebno ime.

## Izpeljanke imena
Zdrava, Zdravica

## Izvor imena
Ime Zdravka je ženska oblika imena Zdravko. Ime Zdravica je tvorjeno na -ica iz imena Zdrava ali pa iz pridevnika zdráva ali pa izhaja iz samostalnika zdravica.

## Pogostost imena
Po podatkih SURSa je bilo na dan 31. decembra 2007 v Sloveniji 245 oseb z imenom Zdravka. Ime Zdravica pa je tega dne uporabljalo 5 oseb.

## Osebni praznik
V koledarju je ime Zdravka uvrščeno k imenu Valentina; god praznuje 14. februarja ali pa 21. maja.